# Ruy Blas (Marchetti)
Pour les articles homonymes, voir Ruy Blas (homonymie) et Blas.
Ruy Blas est un drame lyrique en quatre actes de Filippo Marchetti sur un livret de Carlo d'Ormeville, d'après le drame homonyme de Victor Hugo, créé à la Scala de Milan le 3 avril 1869.

## Genèse
Avant 1869, le Ruy Blas (1838) de Victor Hugo n'avait, en dehors d'une ouverture composée, en 1839 à la demande du théâtre de Leipzig, par un Mendelssohn détestant le drame hugolien, jamais été porté à l'opéra. L'opéra de William Vincent Wallace (1845) et, plus tard, l'opéra-comique (1872) de Massenet sont tirés non pas de Ruy Blas mais de la pièce de théâtre de Dumanoir et Adolphe d'Ennery, Don César de Bazan (1844), du nom du picaresque personnage de Hugo. L'éditeur Francesco Lucca qui, associé à Filippo Marchetti, tentait de s'opposer à la suprématie du duo que formaient alors Giovanni Ricordi et Giuseppe Verdi avait racheté les droits de Ruy Blas et confié le texte au dramaturge Carlo d'Ormeville qui fut donc le premier à en tirer un livret.

## Personnages
- Donna Maria De Neubourg reine d'Espagne (soprano)
- Don Sallustio De Bazan, marquis de Finlas et premier ministre du roi (baryton)
- Don Pedro De Guevarra, comte de Camporeal et gouverneur de Castille (ténor)
- Don Fernando De Cordova, marquis de Priego et surintendant général des finances (basse)
- Don Guritano, comte d'Onato et grang majordome (basse)
- Donna Giovanna De La Cueva, duchesse d'Albuquerque, première dame d'honneur de la reine (mezzo-soprano)
- Don Manuel Arias, grand écuyer (basse)
- Ruy Blas, valet de don Sallustio (ténor)
- Casilda, dame d'honneur de la reine (contralto)
- Un huissier (ténor)
- Dames d'honneur de la reine, Grands d'Espagne, membres du conseil privé du roi, gardes, pages, huissiers

## Argument
La scène est à Madrid, en partie au palais royal, en partie à l'hôtel particulier de Don Sallustio. L'époque est située autour de 1689. 

## Représentation et accueil
L'opéra est créé le 3 avril 1869 au Teatro alla Scala de Milan. Arrivant en fin de saison et éclipsé par le succès de la nouvelle version de La forza del destino de Giuseppe Verdi donnée le 27 février 1869, Ruy Blas ne reste à l'affiche que deux soirées. Il devra attendre sa reprise en 1873 pour connaître un succès tel qu'il surpassera celui d'Aida, avec vingt-et-une représentations.

## Distribution
Lors de la première le 3 avril 1869 au Teatro alla Scala de Milan, la distribution était la suivante : 
- Donna Maria De Neubourg : Ida Benzi (soprano)
- Don Sallustio De Bazan : Giacomo Rota (baryton)
- Don Pedro De Guevarra : Giacomo Radaelli (ténor)
- Don Fernando De Cordova : Luigi Alessandrini (basse)
- Don Guritano : Salvatore Cesarò (basse)
- Donna Giovanna De La Cueva : Ester Neri (mezzo-soprano)
- Don Manuel Arias : Vincenzo Paraboschi (basse)
- Ruy Blas : Mario Tiberini (it) (ténor)
- Casilda : Carmelina Poch (contralto)
- Un huissier : Franco Fumagalli (ténor)
- Orchestre et chœur de la Scala de Milan dirigés par Eugenio Terziani
- Scénographie : Carlo Ferrario

## Autour de l'opéra
On trouve, édité par les époux Lucca, un Capriccio sull'opera « Ruy Blas » di F. Marchetti pour flûte et piano de Giuseppe Gariboldi (it).